# 154 f.Kr.

## Händelser

### Efter plats

#### Hispania
- Lusitanerna plundrar invånarna i de romerska provinserna i Hispania. Vid samma tid gör keltiberierna i Numantia vid floden Douro uppror mot den romerska ockupationsmakten.

#### Mindre Asien
- Efter två års kamp lyckas Attalos II Filadelfos av Pergamon slutligen besegra den aggressive kungen Prusias II av Bithynien i norra Anatolien. Han får hjälp i kampen mot Prusias av Ariarathes V av Kappadokien (som har skickat sin son Demetrios att föra befälet över hans styrkor) och av romarna.
- Efter sin seger insisterar Attalos II på kraftigt krigsskadestånd från Prusias II. Som svar på detta skickar Prusias sin son Nikomedes till Rom, för att be romarna om hjälp att reducera storleken på skadeståndet.

#### Egypten
- Den egyptiske kungen Ptolemaios VI Filometor besegrar sin bror Ptolemaios VIII Euergetes efter att han med våld har försökt erövra Cypern. Filometor återger dock sin bror makten över Kyrenaika, låter honom gifta sig med en av sina döttrar och ger honom en extra sändning säd.

#### Kina
- De sju staternas uppror mot Handynastin misslyckas och kejsar Jing Handi konsoliderar sin makt ytterligare på bekostnad av de regionala halvautonoma kungar, som härskar över rikets östra delar.

## Födda
- Gaius Gracchus, romersk politiker, yngre bror till Tiberius Sempronius Gracchus som, liksom han, kommer att föra en politik, som slutar med hans död (död 121 f.Kr.)
- Lucius Aelius Stilo Praeconinus, romersk filolog och talskrivare (död 74 f.Kr.)